# Xavi Benigni
Xavi Llambrich Franch (Deltebre, 11 de juny de 1998), també conegut com a Xavi Benigni, és l'autor d'Estima (2018). Als 14 anys va publicar la seva primera carta al director al Diari de Tarragona anomenada «Un somni d'un nen de 14 anys», la qual es va viralitzar. Als 15 anys va ser el guanyador dels premis Ebreliders en la categoria Joventut. Als 17 anys va sortir guanyador de la província de Tarragona al Festival de Curtmetratges VI Edició organitzat per Mans Unides. Als 18 anys va tornar a viralitzar-se a causa d'una notícia publicada a El Periódico.
Als 19 anys va publicar el seu primer llibre, Estima, el que el va convertir en l'autor més jove de les Terres de l'Ebre. Es tracta d'un recopilatori de pensaments i poesies d'autoajuda que va escriure durant una dura època de la seva vida. A l'abril del 2022, sempre seguint el vessant de l'autoajuda, va publicar amb l'editorial Círculo Rojo, Cartes a les estrelles.

## Publicacions
- Cartes a les estrelles (2022)
- Estima (2018)